# Medaile Veterán ozbrojených sil SSSR
Medaile Veterán ozbrojených sil SSSR (rusky Медаль «Ветеран Вооружённых Сил СССР») bylo sovětské vyznamenání založené roku 1976.

## Historie
Medaile byla založena dekretem Nejvyššího sovětu Sovětského svazu dne 20. května 1976. Autorem návrhu medaile je R. M. Pylypiv. Medaile byla reformována dne 18. července 1980 a znovu 10. ledna 1984.

## Pravidla udílení
Medaile byla udílena příslušníkům sovětské armády, námořnictva, pohraniční stráže a příslušníkům jednotek vnitřní bezpečnosti, kteří v ozbrojených silách Sovětského svazu bezchybně sloužili po dobu více než 25 let. Udělena mohla být i zpětně vojákům již vysloužilým, kteří splnili požadovanou délku služby ještě před vytvořením medaile. Medaile byla udílena jménem prezidia Nejvyššího sovětu Sovětského svazu ministrem obrany, ministrem vnitra a ministrem státní bezpečnosti. Celkem bylo uděleno přibližně 800 000 těchto ocenění.
Ve vojenském prostředí se této medaili přezdívalo černá medaile nebo rakev, protože její udělení po třech medailích Za bezvadnou službu znamenalo konec vojenské kariéry a odchod do výslužby.

## Popis medaile
Medaile pravidelného kulatého tvaru o průměru 32 mm je vyrobena z postříbřeného tombaku. Na přední straně je v horní části pěticípá rubínově smaltovaná hvězda umístěná na reliéfním vyobrazení srpu a kladiva. Pod výjevem je nápis CCCP, pod nímž je vavřínová ratolest. Ve spodní části je v půlkruhu nápis ВЕТЕРАН ВООРУЖЕННЫХ СИЛ. Zadní strana medaile je matná.
Medaile je připojena pomocí jednoduchého kroužku ke kovové destičce ve tvaru pětiúhelníku pokryté stuhou z hedvábného moaré širokou 24 mm. Stuha je šedá, jen při pravém okraji má čtyři oranžové proužky, které se střídají se třemi černými proužky. Všechny proužky jsou široké 1 mm. Levý okraj je lemován červeným pruhem širokým 3 mm, vedle kterého je úzký červený proužek o šířce 1 mm.
Medaile se nosí nalevo na hrudi a je umístěna za medailí Veterána práce. Pokud se nosí s vyznamenáními Ruské federace, pak mají ruská vyznamenání přednost.